# 쓰쿠보군

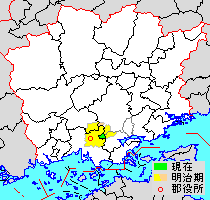
쓰쿠보 군의 위치

쓰쿠보군(일본어: 都窪郡)은 일본 오카야마현의 군이다.
인구 12,408명, 면적 7.62km², 인구밀도 1,628명/km².(2025년 3월 1일, 추계인구)
이하 1정으로 구성된다.
- 하야시마정(早島町)

## 역사
- 1971년 3월 8일
  - 쇼 촌이 구라시키시에 편입되었다.
  - 기비 정·세노오 정·후쿠다 촌이 오카야마시에 편입되었다.
- 1972년 5월 1일 - 자야 정이 구라시키 시에 편입되었다.
- 2005년 3월 22일 - 기요네 촌·야마테 촌이 소자시와 합병해 소자 시가 되었다.